# 清元延寿太夫 (5代目)
五代目 清元 延寿太夫（ごだいめ きよもと えんじゅたゆう　文久2年8月13日（1862年9月6日） - 昭和18年（1943年）5月22日）本名は斎藤→岡村庄吉。東京都墨田区本所出身。

正式表記は旧字の延壽太夫。

## 経歴
- 現在の東京都墨田区本所の生まれ。生家は植木屋。叔父の妻が横浜の富貴楼お倉で成人までそこで過ごす。成人後創立間もない三井物産の社員となる。
- 1877年　15歳で清元菊寿太夫の門下になる。
- 1890年　十二代目守田勘彌の勧めで三井物産を辞め四代目清元延寿太夫の養子となる。
- 1891年　三代目清元榮壽太夫を襲名。
- 1897年　歌舞伎座で五代目延寿太夫を襲名。『青海波』『柏の若葉』等を奏でた。
- 1919年12月 - 歌舞伎座で、十五代目市村羽左衛門の絹川与右衛門、六代目尾上梅幸のかさねで四代目鶴屋南北作、『色彩間苅豆』を90年振りに上演する。それまで、怪談でかさねが夫絹川与右衛門に木下川堤で惨殺され、親の因果で幽霊になる話は稽古でも敬遠されていた。この「市村羽左衛門の絹川与右衛門、尾上梅幸のかさね 浄瑠璃・延寿太夫、三味線梅吉」が大ヒット。以後、『色彩間苅豆』は人気曲となり、歌舞伎の興業はもとより、舞踊会、演奏会でも上演されるようになった。
- 1922年　長年の相三味線を弾いていた、三代目清元梅吉（清元寿兵衛）との長年の確執が表面化。分裂してしまう（延寿太夫の横暴な振舞いや出演料を巡るトラブルなど諸説あるが現在も謎）。当時の住居から「高輪」と言われる。延寿太夫のところから、大量の太夫、三味線弾きが脱退するが、数年後には帰参している。このことが原因で延壽太夫と梅吉の合同演奏は、88年後の2010年に五代目延壽太夫の曾孫の七代目延壽太夫と三代目清元梅吉（清元寿兵衛）孫の四代目梅吉が共演するまで、1回も行われなかった。
- 1937年　歌舞伎座の舞台出演中に脳溢血で倒れる。以降実質引退となる。
- 1943年　自身の事を書いた『延壽藝談』を発行（清元寿兵衛との分裂には触れられていない）。
- 1943年　5月22日、死去。

## 作曲
- 『幻椀久』
- 『明烏花濡衣』
- 『田舎源氏露東雲』
- 『助六曲輪菊』
- 『柏の若葉』
- 『青海波』
- 『名寄の壽』

## 家族
『残菊物語』のモデルになった、二代目尾上菊之助は実弟。実子が四代目栄寿太夫。孫が六代目清元延寿太夫。

## 門弟
- 清元志寿太夫
- 清元榮壽郎